# One Aviation
One Aviation est un ancien constructeur américain d'avions d'affaires légers. 

## Histoire

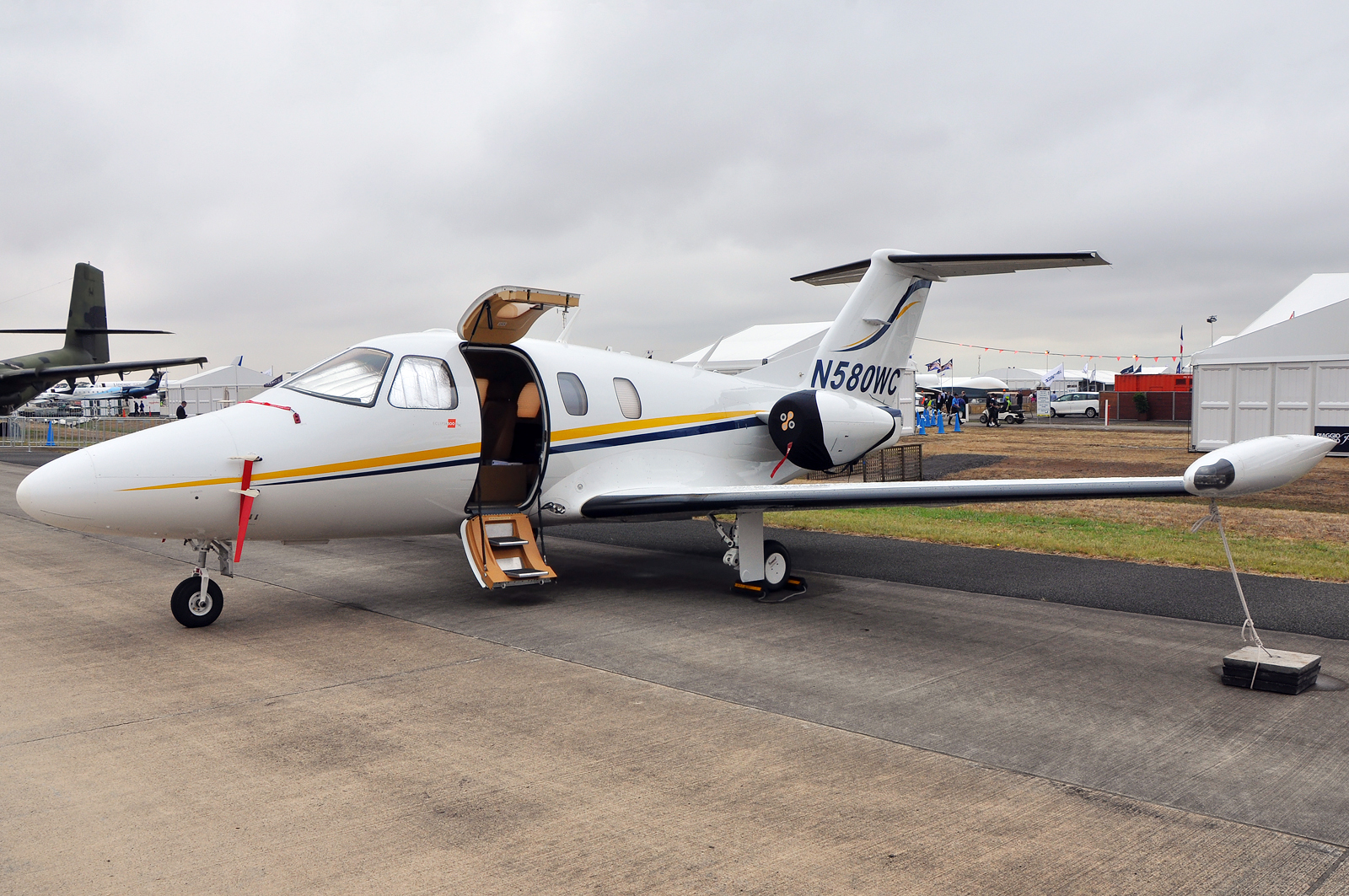
Eclipse 550

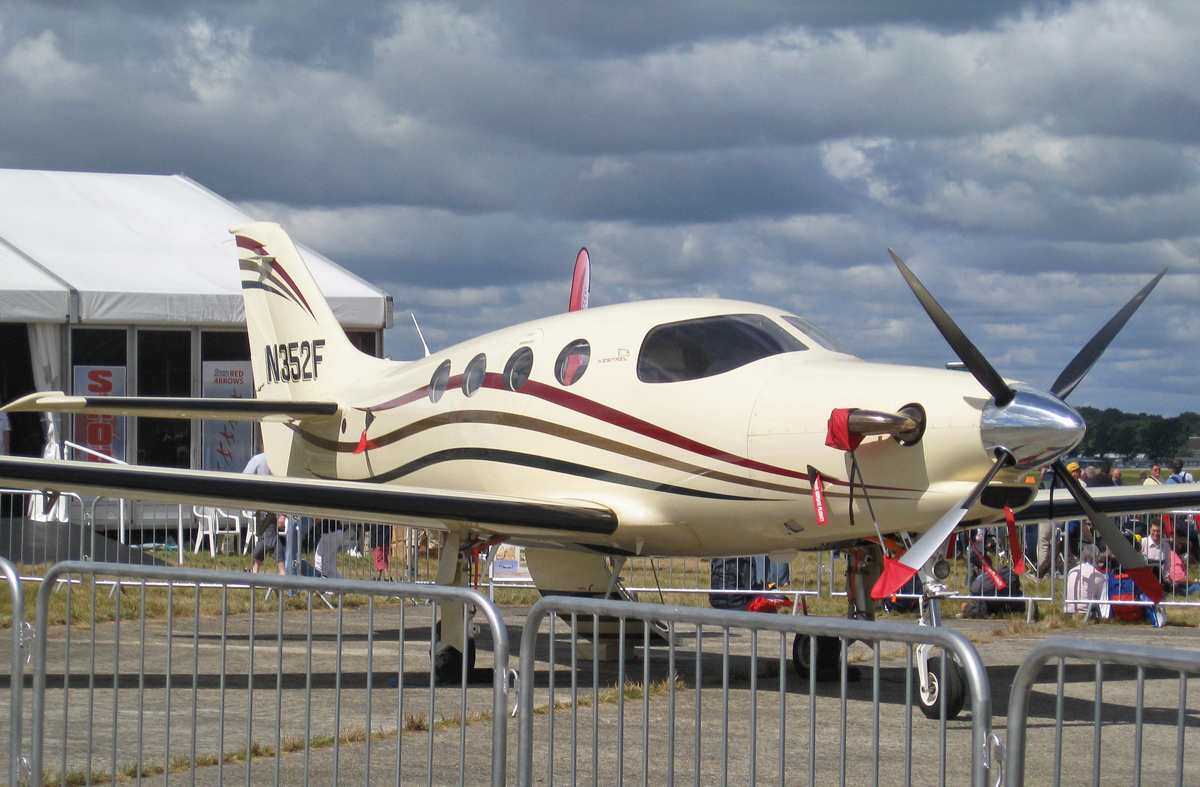
Kestrel K-350

One Aviation naît de la fusion d'Eclipse Aerospace et de Kestrel Aircraft en avril 2015. Alan Klapmeier, PDG de Kestrel Aircraft, et fondateur de Cirrus Aircraft auparavant, prend la tête de One Aviation.
La société produit le jet très léger Eclipse 550, une évolution de l'Eclipse 500. Seuls 21 Eclipse 550 sont produits entre 2015 et 2017. La société travaille également sur l'Eclipse 700, initialement connu sous le nom de "Projet Canada", et le Kestrel K-350.
One Aviation connaît des déboires financiers tout au long de son existence. Le Kestrel K-350 est abandonné en 2017 et aucun Eclipse 550 n'est produit en 2018 et 2019 pour concentrer les moyens financiers de la société sur le futur Eclipse 700.
La société est mise en faillite en octobre 2018 et est liquidée en février 2021. AML Global Eclipse rachète les avoirs d'Eclipse Aerospace et opère désormais sous ce nom. Nautical Hero Group rachète les avoirs de Kestrel Aircraft.
AML Global Eclipse a repris la production de l'Eclipse 550 en 2023.

## Avions
- Eclipse 550, jet biréacteur de 6 places, 35 exemplaires produits (12 par Eclipse Aerospace en 2014, 21 par One aviation entre 2015 et 2017 et 2 par AML Global Eclipse en 2023),
- Eclipse 700, jet biréacteur de 6 places, resté à l'état de "Projet Canada",
- Kestrel K-350, turbopropulseur de 6 places, un seul prototype produit par Kestrel Aircraft.